# Liste der Baudenkmäler in Trogen (Oberfranken)
Auf dieser Seite sind die Baudenkmäler in der oberfränkischen Gemeinde Trogen zusammengestellt. Diese Tabelle ist eine Teilliste der Liste der Baudenkmäler in Bayern. Grundlage ist die Bayerische Denkmalliste, die auf Basis des Bayerischen Denkmalschutzgesetzes vom 1. Oktober 1973 erstmals erstellt wurde und seither durch das Bayerische Landesamt für Denkmalpflege geführt wird. Die folgenden Angaben ersetzen nicht die rechtsverbindliche Auskunft der Denkmalschutzbehörde.
 Diese Liste gibt den Fortschreibungsstand vom 19. August 2014 wieder und enthält 6 Baudenkmäler.

## Baudenkmäler nach Gemeindeteilen

### Trogen
| Lage                      | Objekt                                   | Beschreibung | Akten-Nr.    | Bild                                     |
| ------------------------- | ---------------------------------------- | --- | ------------ | ---------------------------------------- |
| Kirchstraße 2 (Standort)  | Evangelisch-lutherische Pfarrkirche      | Saalkirche mit Chorturm, 1747–52, mit Ausstattung | D-4-75-182-2 | weitere Bilder                           |
| Litschen (Standort)       | Steinkreuz                               | Granit, 17. Jahrhundert, am Eingang zum Friedhof | D-4-75-182-5 | Steinkreuz                               |
| Regnitz (Standort)        | Mausoleum                                | Über querrechteckigem Grundriss, dreibogige offene Arkade mit seitlichen, geschlossenen Kapellen mit schweren und reich verzierten gusseisernen Türen, rote Sichtziegelfassaden mit aufwändig profilierten und ornamentierten architektonischen Gliederungen in gelbem Sandstein, historistisch, um 1850 | D-4-75-182-6 | weitere Bilder                           |
| Ullitzstraße 6 (Standort) | Wohnhaus                                 | Zweigeschossiger Walmdachbau mit Fachwerkobergeschoss, Ende 18. Jahrhundert | D-4-75-182-3 | BW                                       |
| Ullitzstraße 7 (Standort) | Herrschaftliches Anwesen                 | Dreigeschossiger Wohnbau mit Mansarddach, 18. Jahrhundert | D-4-75-182-4 | Herrschaftliches Anwesen                 |
| Zech 1 (Standort)         | Herrschaftliches Wohnhaus eines Gutshofs | Zweigeschossiger Mansarddachbau, 18. Jahrhundert | D-4-75-182-1 | Herrschaftliches Wohnhaus eines Gutshofs |